# Michelle Peña
Michelle Marguerite Peña Herreros (Toulouse, 27 de julio de 1947-desaparecida en 1975) fue una estudiante de ingeniería eléctrica, militante socialista, y detenida desaparecida por la Dirección de Inteligencia Nacional (DINA) durante la dictadura militar de Augusto Pinochet. Con 27 años a la fecha de la detención, estaba embarazada de ocho meses.  

## Biografía
Michelle Marguerite Peña Herreros, junto a su familia republicana, llegó a Chile desde España, huyendo de la dictadura de Francisco Franco. Su madre, Gregoria Peña Herreros, el 4 de febrero de 1939 cruzó Los Pirineos, junto a otros familiares, todos activos militantes del Partido Socialista Obrero Español (PSOE). La Guerra Civil había terminado, aquellos que habían defendiendo la República escapaban a través de las montañas, cruzando pasos de Los Pirineos en dirección a Francia. Estuvieron en campos de refugiados en el país galo, donde las condiciones de vida en esos lugares serían especialmente duras para los republicanos españoles. Gregoria luego logró trasladarse a Toulouse, y a la edad de 16 años, quedó embarazada de un francés que no estuvo dispuesto a reconocer a su hija. Michelle, la hija de Gregoria nació en Toulouse el 27 de julio de 1947. En 1952, Gregoria decidió viajar a Chile con Michelle y los abuelos de la niña, para reunirse con una de sus tías y el marido de esta, que años anteriormente habían logrado embarcarse en el Winnipeg, el barco que trajo a decenas de familias republicanas.
Michelle creció rodeada de refugiados españoles, oyendo los relatos de la guerra civil, las canciones republicanas y compenetrándose de los ideales de justicia e igualdad que aquel peculiar ambiente familiar le transmitía. De esa niña, que también entonaba el "Ay Carmela" a todo pulmón, Gregoria recuerda su gusto por la lectura y por la música, su carácter alegre.
Su enseñanza secundaria la cursó en el Liceo N.º 1 de Niñas de Santiago, donde se hizo muy cercana a Patricia Abarzúa y a Aileen Grifitth. Esta última conserva un nítido recuerdo de esos años en la enseñanza secundaria: "con Michelle nos conocimos en el año 1965, estando yo en el cuarto y ella en el quinto año de humanidades. El contexto de nuestra amistad surgió al calor de nuestras afinidades e inquietudes sociales. Recuerdo que nos hicimos amigas participando en las actividades del Centro de Alumnas, mientras intentábamos redactar -cosa que hicimos- un reglamento que permitiera a las alumnas hacer uso del derecho a huelga".

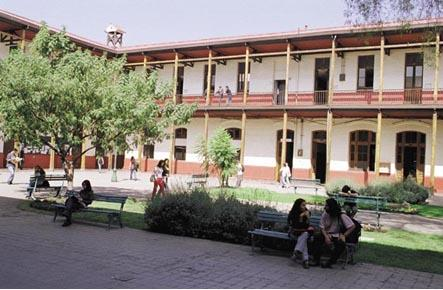
Actual USACH (ex Universidad Técnica del Estado), donde Michelle Peña ingresó a estudiar ingeniería en 1968.

Al egresar del liceo en 1968, Michelle ingresó a estudiar Ingeniería Eléctrica en la Universidad Técnica del Estado. Aparte de sus labores académicas, colaboraba activamente con las actividades culturales de las embajadas de Vietnam y Checoslovaquia. Durante el Gobierno de la Unidad Popular, Michelle alternó sus estudios con actividades laborales en el Instituto Chileno-Vietnamita de Cultura. También colaboró en varias iniciativas del Instituto de Estudios Sociales de América Latina (INESAL), centro de formación política vinculado al Partido Socialista, en donde conoció al dirigente Ricardo Lagos Salinas.

## Desaparición
Después del golpe, Michelle se integró al trabajo del Partido Socialista en la clandestinidad, colaborando, junto a Patricia Abarzúa, excompañera de estudios en el Liceo 1, y Marisol Bravo, una joven estudiante de economía de la Universidad de Chile. Las tres amigas colaboraron activamente en las redes y grupos de apoyo y grupos que protegían al exdiputado Carlos Lorca y al dirigente Ricardo Lagos Salinas, que integraban la cúpula del Partido Socialista en la clandestinidad. Luego de pasar algunos meses en un departamento en Avenida República, junto a Patricia Abarzúa y Marisol Bravo, las tres amigas decidieron mudarse a una pequeña casa en el paradero 24 de la Gran Avenida. A ese lugar pronto llegarían a ocultarse Carlos Lorca y Lagos Salinas, y ocasionalmente Víctor Zeréga, un joven alumno de economía de la Universidad de Chile, que en el último año había dejado sus estudios, para dedicarse de lleno a la organización sindical.  Hacia comienzos de 1975, las condiciones de subsistencia de los militantes que desafiaban la dictadura eran dramáticas. El embarazo de Michelle, tuvo consecuencias era necesario trasladarla a los controles médicos, cambiándole continuamente de nombre, bajo los nombres falsos de "Patricia" y "Andrea" Klein. Con ocho meses de embarazo, fue detenida por la DINA el 20 de junio de 1975, junto a Ricardo Lagos Salinas, en una casa en la Villa Japón, en el sector de Las Rejas. Su detención y desaparición se inscribió en la operación de la DINA en contra de la Comisión Política del Partido Socialista en la clandestinidad. Diez o doce días antes de su secuestro, su madre logró reunirse con ella. El encuentro se hizo en el Drugstore de Providencia. Gregoria recuerda que hablaron apenas una hora: "Fue cuando me enteré de que le faltaba muy poco para ser madre. ¿Cómo se te ocurre quedarte embarazada?, la recriminé. Intenté convencerla de que pidiese asilo en la Embajada de Francia (Michelle tenía la nacionalidad francesa). Ya habíamos hecho todos los trámites, pero no aceptó. Pensaba que la dictadura no podría durar demasiado tiempo.
Antes de la captura de Michelle, Aileen Grifitth, su vieja amiga desde la época del Liceo 1, recibió a Michelle, acompañada por Ricardo Lagos Salinas. Aileen recuerda que Michelle "venía con un jumper azul, estaba embarazada, unos 7 meses de embarazo tenía, su guatita era grande. Nos abrazamos, de esos abrazos que se quedan pegados a los huesos por siempre". Una tarde, al volver de un pequeño paseo junto a uno de sus hijos, al volver a su hogar la joven pareja que ocultó por días ya no estaba. Por razones de seguridad se les había trasladado a una casa en el sector de Las Rejas. Michelle Peña fue llevada a Villa Grimaldi, centro de detención clandestina de la DINA. Gladys Díaz Armijo, militante del Movimiento de Izquierda Revolucionaria (MIR), quien estuvo detenida durante la misma fecha. Recuerda verla los primeros días de julio de 1975, junto a otra mujer.

## Proceso judicial en dictadura
El 8 de julio de 1975, la Madre de Michelle Gregoria Peña interpuso un recurso de amparo por Michelle, en la Corte de Apelaciones de Santiago, rol n.º 827-75, el recurso fue rechazado el 8 de agosto de 1975. El 29 de agosto de 1975 se interpuso un nuevo amparo por la afectada, en la Corte Marcial, rol nº128-75, su madre Gregoria Peña argumento sobre la posibilidad de que por su embarazo, se encontraba en el Hospital Militar de Santiago, bajo la denominación de NN, la Corte Marcial se declaró incompetente para conocer del recurso y remitió los antecedentes a la Corte de Apelaciones de Santiago, esta rechazó el recurso.
El 1 de octubre de 1975 el 6.º Juzgado del Crimen de Santiago abrió el proceso rol n.º 92.461. Durante la tramitación de éste, se ofició al Hospital Militar para que informara si entre el 25 de junio y el 2 de agosto de 1975, había ingresado una mujer embarazada y si se había establecido su identidad. La gestión no tuvo los resultados esperados. El 14 de julio de 1976 se cerró el sumario y sobreseyó temporalmente la causa. La Corte de Apelaciones de Santiago aprobó la resolución el 29 de octubre de 1975. El 10 de julio de 1975, en el 5.º Juzgado del Crimen se presentó una denuncia por detención ilegal de Michelle Peña, rol nº100.753. El Ministro del Interior negó la detención de la afectada, se cerró el sumario el 30 de octubre de 1975 sobreseyéndose temporalmente la causa. El 19 de enero de 1976, la Corte de Apelaciones aprobó la resolución.
El 1 de agosto de 1978, los familiares de Michelle Peña concurrieron al 10.º Juzgado del Crimen de Santiago, junto a las familias de 70 detenidos desaparecidos, para presentar una querella criminal por el delito de secuestro en contra del General Manuel Contreras Sepúlveda. El juez se declaró incompetente remitiendo la causa a la Justicia Militar, la que la radicó en la 2.º Fiscalía Militar de Santiago, rol n.º 553-78. En esta causa declaró por Oficio el exdirector de la DINA, el General Manuel Contreras Sepúlveda y que en otras cosas declarara que efectivamente Villa Grimaldi era un recinto de la DINA, donde eran llevados algunos detenidos en tránsito, respecto a la Clínica Santa Lucía dice que era un recinto hospitalario para funcionarios de la DINA. El 20 de noviembre de 1989, el teniente coronel de Ejército Enrique Ibarra Chamorro, fiscal general Militar, solicitó para esta causa la aplicación del Decreto Ley de Amnistía (D.L. 2.191) porque el proceso había tenido como finalidad exclusiva la investigación de presuntos delitos ocurridos durante el período comprendido entre el 11 de septiembre de 1973 y el 10 de marzo de 1978. El 30 de noviembre de 1989 la solicitud fue acogida por el 2.º Juzgado Militar, el que sobreseyó total y definitivamente la causa. Las partes querellantes apelaron de dicha resolución a la Corte Marcial, la que confirmó el fallo en enero de 1992.

## Informe Rettig
Familiares de Michelle Peña Herreros presentaron su caso ante la Comisión Rettig, Comisión de Verdad que tuvo la misión de calificar casos de detenidos desaparecidos y ejecutados durante la dictadura. Sobre el caso de Michelle, el Informe Rettig señaló que:

“Con anterioridad al 24 de junio de 1975 fue detenido Ricardo Ernesto LAGOS SALINAS, de 24 años, contador, miembro de la Comisión Política del Comité Central del PS.  Había sido dirigente de la juventud de ese Partido, debiendo asumir cargos de mayor relevancia y responsabilidad debido a que varios de los dirigentes mayores habían salido del país.  Se encontraba en la clandestinidad.  Fue detenido por efectivos de la DINA antes de la fecha indicada, ya que hay constancia de que ese día fue llevado en un automóvil por sus captores a detener a otro miembro del PS.
Esta Comisión obtuvo diversos testimonios, todos coincidentes en tiempo y lugar, que la víctima permaneció en Villa Grimaldi, y que estaba en malas condiciones físicas producto de las torturas.  
Los recursos de amparo interpuestos en su favor resultaron todos infructuosos, debido, fundamentalmente, a que la autoridad de la época afirmó que no estaba detenido.  La investigación que desarrolló un Ministro en visita concluyó en su declaración de incompetencia y en el traslado de este caso a la Justicia Militar.
La Comisión se formó la convicción de que Ricardo Ernesto Lagos fue objeto de violación a los derechos humanos imputable a agentes estatales, quienes lo hicieron desaparecer.
Dos o tres días después de la detención de Ricardo Lagos, con quien vivía, fue apresada Michelle PEÑA HERREROS, de 27 años, estudiante universitaria, militante del PS, quien se encontraba en su octavo mes de embarazo.
Testigos que a esta Comisión le merecen fe, han expuesto que Michelle Peña, no obstante su estado de embarazo, se encontraba en La Torre de Villa Grimaldi en julio de 1975. Desde esta fecha no se ha sabido nada de ella.
La Comisión está convencida de que su desaparición fue obra de agentes del Estado, quienes violaron así sus derechos humanos”.

## Justicia en España
El 4 de julio de 1996 la Unión Progresista de Fiscales (UPF) presentó en Valencia una denuncia contra el general Augusto Pinochet, por la muerte y desaparición de varios miles de personas en Chile durante su dictadura. En especial por los casos de seis españoles tres de ellos asesinados y tres desaparecidos. Entre las víctimas figuran dos sacerdotes españoles, el catalán Joan Alsina Hurtos, y el alicantino Antonio Llidó Mengual, desaparecido. Los otros españoles son Michelle Peña Herreros, dirigente de las Juventudes Socialistas que se encontraba embarazada de ocho meses cuando fue secuestrada, sin que se conozca su paradero actual; Antonio Elizondo Ormaechea, secuestrado en 1976 junto con su esposa; el funcionario de la ONU Carmelo Soria, y Enrique López Olmedo, asesinados.
El 5 de julio de 1996 el abogado Joan Garcés se querelló en nombre de las víctimas en la Audiencia Nacional.  El juez Manuel García-Castellón, titular del Juzgado número 6 de la Audiencia Nacional, a quien tocó por reparto la querella, dictó un auto el 8 de julio en el que iniciaba las diligencias previas para determinar los hechos descritos por Garcés. El caso pasó luego al magistrado Baltasar Garzón, el juez investigaba un capítulo de las actividades delictivas de Pinochet en la llamada Operación Cóndor. El 16 de octubre de 1998 Garzón ordenó, a través de Interpol, el arresto de Pinochet, quien estaba en Londres. Las autoridades británicas ejecutaron la orden la misma noche. En la orden de detención estaban los nombres de los seis españoles víctimas de la dictadura de Pinochet por los cuales el juez Baltasar Garzón solicitaba su detención entre los cuales estaba el nombre de Michelle Peña Herreros.

## Proceso judicial en democracia
El caso de Michelle Peña Herreros fue investigado por ministro de la Corte de Apelaciones de Santiago, Miguel Vázquez Plaza, en el caso que se denominó "Comité Central Partido Socialista" que tuvo como fin el investigar a los responsables de la detención y desaparición de 11 integrantes del Comité Central del Partido Socialista, detenidos en diversas fechas del año 1975 por agentes de la DINA. 
Los 11 militantes socialistas que son parte de este caso son: 
- Alfredo Rojas Castañeda,
- Adolfo Ariel Mancilla Ramírez,
- Michelle Marguerite Peña Herreros,
- Ricardo Ernesto Lagos Salinas,
- Exequiel Ponce Vicencio,
- Mireya Rodríguez Díaz,
- Carlos Lorca,
- Carolina Wiff Sepúlveda,
- Rosa Soliz Poveda,
- Sara Donoso Palacios y
- Jaime Eugenio López Arellano.[10]

El 18 de diciembre de 2018 el magistrado Miguel Vázquez Plaza, condenó a seis exmiembros de la Dirección de Inteligencia Nacional (DINA), por su responsabilidad en los delitos de secuestro calificado de 11 integrantes del Comité Central del Partido Socialista. En el fallo el ministro condenó a Raúl Eduardo Iturriaga Neumann a la pena de 20 años de prisión efectiva, como coautor de los delitos de secuestro calificado de Alfredo Rojas Castañeda, Michelle Marguerite Peña Herreros, Ricardo Ernesto Lagos Salinas, Mireya Herminia Rodríguez Díaz y Exequiel Ponce Vicencio.
En tanto, los exagentes Rolf Gonzalo Wenderoth Pozo y Manuel Andrés Carevic Cubillos deberán purgar 18 años de prisión, como coautores de los secuestros calificados de Alfredo Rojas Castañeda, Adolfo Ariel Mancilla Ramírez, Michelle Marguerite Peña Herreros, Ricardo Ernesto Lagos Salinas, Exequiel Ponce Vicencio, Mireya Herminia Rodríguez Díaz, Carlos Enrique Lorca Tobar, Modesta Carolina Wiff Sepúlveda, Rosa Elvira Soliz Poveda, Sara de Lourdes Donoso Palacios y Jaime Eugenio López Arellano.
En el caso de Gerardo Ernesto Urrich González, el ministro lo condenó a 16 años de prisión efectiva, como coautor de los delitos de secuestro calificado de Michelle Marguerite Peña Herreros, Ricardo Ernesto Lagos Salinas, Exequiel Ponce Vicencio, Mireya Herminia Rodríguez Díaz, Carlos Enrique Lorca Tobar, Modesta Carolina Wiff Sepúlveda, Rosa Elvira Soliz Poveda, Sara de Lourdes Donoso Palacios y Jaime Eugenio López Arellano.
Finalmente, los agentes represores: Miguel Krassnoff Martchenko, deberá cumplir 15 años y un día de prisión, en calidad de autor de los delitos de secuestro calificado de Alfredo Rojas Castañeda y Exequiel Ponce Vicencio; y Juvenal Alfonso Piña Garrido, 12 años de prisión, como coautor de los secuestros calificados de Alfredo Rojas Castañeda, Michelle Marguerite Peña Herreros, Ricardo Ernesto Lagos Salinas, Mireya Herminia Rodríguez Díaz y Exequiel Ponce Vicencio. En la causa, se decretó la absolución del agente Jorge Madariaga Acevedo.
En la etapa de investigación, el ministro en visita logró establecer la siguiente secuencia de hechos: 
“a) Que, a fines de 1973 una importante dotación de funcionarios de las distintas Fuerzas Armadas y de Orden, fueron llevados en grupos, a dependencias del Ejército de Chile ubicado en Rocas de Santo Domingo, siendo en su mayoría del Ejército y Carabineros de Chile, a los que se entregaron conocimientos para la represión y combate a militantes y dirigentes de partidos políticos de la época.
b) Que, con posterioridad a estos cursos de instrucción básica de inteligencia, los asistentes fueron destinados a la Dirección Nacional de Inteligencia, siendo desplegados a diversos cuarteles, para desarrollar la represión de grupos políticos, entre ellos el Partido Socialista, para lo cual contaban con una estructura consistente en una Brigada de Inteligencia Metropolitana, con un Director o Jefe y su respectiva Plana Mayor, contando para ello con Agrupaciones o Brigadas, como Lautaro, Caupolicán y Purén, siendo esta última la encargada principal de la represión de la dirigencia del Partido Socialista, sin perjuicio de que podían operar juntas o intercambiar integrantes con las otras agrupaciones, para lo cual, además, contaban con centros clandestinos de detención.
c) Que, en la Plana Mayor de Villa Grimaldi, se realizaba un listado periódico de los detenidos, según la información proporcionada por las Brigadas Purén y Caupolicán.
d) Que, el 4 de marzo de 1975 fue detenido, al salir de su trabajo en dirección a su domicilio, Alfredo Rojas Castañeda, por agentes de la Dirección de Inteligencia Nacional, DINA, el que fue visto por testigos en el centro de detención Villa Grimaldi, desconociéndose desde esa fecha su paradero actual.
e) Que, el 14 de marzo de 1975, agentes de la DINA detuvieron a Adolfo Ariel Mancilla Ramírez en el domicilio de calle Ricardo Cumming N.º 732 de Santiago, y fue visto recluido en el recinto ilegal de detenidos Villa Grimaldi, desconociéndose desde esa fecha su paradero.
f) Que, el 25 de junio de 1975, cerca de las 01:00 horas, Exequiel Ponce Vicencio, miembro del Comité Central del Partido Socialista de Chile, fue detenido por agentes de la DINA en calle Tocornal N° 557, en compañía de su enlace Mireya Rodríguez Díaz, trasladándolo al centro de detención Villa Grimaldi, desconociéndose desde esa fecha su paradero.
g) Que, el 25 de junio de 1975, cerca de las 01:00 horas, Mireya Herminia Rodríguez Díaz, quien se desempeñaba como enlace del Partido Socialista, fue detenida en calle Tocornal N.º 557, Santiago, cuando estaba en compañía de Exequiel Ponce Vicencio por agentes de la DINA, quienes la llevaron al centro ilegal de detenidos Villa Grimaldi, desconociéndose su paradero actual.
h) Que, entre el 20 y el 25 de junio de 1975, Ricardo Ernesto Lagos Salinas, integrante del Partido Socialista y miembro de su Comité Central, fue detenido por agentes de la DINA en el sector de Villa Las Rejas y llevado al recinto de Villa Grimaldi, desconociéndose su paradero actual.
i) Que, entre el 20 y el 25 de junio de 1975, Michelle Marguerite Peña Herreros, integrante del Partido Socialista, fue detenida por agentes de la DINA en el sector de Villa Las Rejas, siendo trasladada al recinto de Villa Grimaldi, desconociéndose su paradero actual.
j) Que, alrededor de las 16:00 horas del 25 de junio de 1975, Carlos Enrique Lorca Tobar, militante del Partido Socialista e integrante del Comité Central, cuando llegó al domicilio de Maule N.º 130, comuna de Santiago, donde vivía Modesta Wiff Sepúlveda, en circunstancias que la casa había sido ocupada horas antes por agentes de la DINA, fue detenido y trasladado a Villa Grimaldi, siendo visto por otros prisioneros y parte de la tortura a la que fue sometido, desconociéndose su actual paradero.
k) Que, alrededor de las 16:00 horas del 25 de junio de 1975, Modesta Carolina Wiff Sepúlveda, quien se desempeñaba como enlace del Partido Socialista, fue detenida en el domicilio de Maule N.º 130, comuna de Santiago, por agentes de la DINA que previamente habían ocupado la casa, para luego trasladarla a Villa Grimaldi, desconociéndose su actual paradero
.
l) Que, el 7 de julio de 1975, Rosa Elvira Soliz Poveda, quien se desempeñaba como enlace del Partido Socialista, fue detenida por agentes de la DINA, siendo vista después en poder de sus captores al interior de un vehículo, desconociéndose su paradero actual.
m) Que, el 15 de julio de 1975, a las 08:30 horas, llegando al consultorio donde trabajaba, ubicado en Independencia N° 1345, comuna de Independencia, Sara de Lourdes Donoso Palacios, que se desempeñaba como enlace del Partido Socialista, fue detenida por agentes de la DINA, siendo vista después al interior de un vehículo de la DINA en poder de sus captores, desconociéndose su paradero actual.
n) Que, Jaime Eugenio López Arellano, militante del Partido Socialista de Chile e integrante de su Comisión Política, fue detenido por la DINA los últimos días de diciembre de 1975 y llevado a Villa Grimaldi, donde fue visto hasta el mes de marzo de 1976 aproximadamente, desconociéndose su actual paradero.